# (37767) 1997 GP16
1997 GP16 (asteroide 37767) é um asteroide da cintura principal. Possui uma excentricidade de 0.06538900 e uma inclinação de 2.62120º.

## Descrição
Este asteroide foi descoberto no dia 3 de abril de 1997 por LINEAR em Socorro.